# Hradištko (okres Nymburk)
Hradištko (do roku 1969 Hradišťko) je obec v okrese Nymburk ve Středočeském kraji. Leží asi devět kilometrů západně od Nymburku. Součástí obce je i osada Kersko, která je spojená s činností českého spisovatele Bohumila Hrabala. Žije zde 896 obyvatel.
Ve vesnici se nachází knihovna.

## Historie
První písemná zmínka o obci se nachází v zakládací listině vyšehradské kapituly, kde se píše, že roku 1088  král Vratislav II. věnoval ves kapitule vyšehradské, kterou právě založil. Roku 1345 dostal od krále Jana Lucemburského v tzv. ušlechtilé léno pan Hynek z Lichtenburka a Žleb vesnici Sadskou, Písty, Zvěřínek a Hradištko. Obyvatelé obce se tak stali poddanými poděbradské vrchnosti.
Hradištko se od roku 1495 spolu s dalšími obcemi stalo znovu královským zbožím a až do 16. století bylo neustále zastavováno. V roce 1542 rozhodl král Ferdinand I. o vyplacení tohoto zboží ze zástav.
Nejstarší hřbitov býval přímo na návsi.
V obci Hradištko (505 obyvatel) byly v roce 1932 evidovány tyto živnosti a obchody: 2 hostince, kolář, 3 košíkáři, 2 kováři, krejčí, obchod s mlékem, obuvník, pekař, pokrývač, řezník, obchod se smíšeným zbožím, řezník, studnař, 2 tesařští mistři, trafika, truhlář.

## Přírodní poměry
Velká část území obce náleží do Přírodního parku Kersko-Bory. Ve správním obce se nacházejí čtyři chráněná území, která jsou zařazena do sítě Evropsky významných lokalit Natura 2000. Jedná se o národní přírodní památku Slatinná louka u Velenky, stejnojmennou přírodní památku a přírodní památky Kersko a Kerské rybníčky.
Ve vesnici roste nejstarší strom Dolního Kerska Krásná Pepina.

## Obyvatelstvo
| Rok            | 1869 | 1880 | 1890 | 1900 | 1910 | 1921 | 1930 | 1950 | 1961 | 1970 | 1980 | 1991 | 2001 | 2011 | 2021 |
| -------------- | ---- | ---- | ---- | ---- | ---- | ---- | ---- | ---- | ---- | ---- | ---- | ---- | ---- | ---- | ---- |
| Počet obyvatel | 451  | 453  | 459  | 514  | 527  | 504  | 501  | 618  | 691  | 602  | 521  | 466  | 427  | 557  | 813  |
| Počet domů     | 74   | 77   | 80   | 93   | 100  | 102  | 122  | 322  | 215  | 186  | 169  | 178  | 218  | 291  | 358  |

## Obecní správa

### Územněsprávní začlenění
Dějiny územněsprávního začleňování zahrnují období od roku 1850 do současnosti. V chronologickém přehledu je uvedena územně administrativní příslušnost obce v roce, kdy ke změně došlo:
- 1850 země česká, kraj Jičín, politický i soudní okres Poděbrady[9]
- 1855 země česká, kraj Čáslav, soudní okres Poděbrady
- 1868 země česká, politický i soudní okres Poděbrady
- 1939 země česká, Oberlandrat Kolín, politický i soudní okres Poděbrady[10]
- 1942 země česká, Oberlandrat Hradec Králové, politický okres Nymburk, soudní okres Poděbrady[11]
- 1945 země česká, správní i soudní okres Poděbrady[12]
- 1949 Pražský kraj, okres Poděbrady[13]
- 1960 Středočeský kraj, okres Nymburk
- 2003 Středočeský kraj, okres Nymburk, obec s rozšířenou působností Nymburk

### Obecní symboly
Znak a vlajka byly obci uděleny rozhodnutím předsedkyně Poslanecké sněmovny Parlamentu České republiky dne 12. dubna 2013.

## Doprava
Dopravní síť
- Pozemní komunikace – Do obce vede silnice III. třídy. Katastrální území obce protíná silnice II/611 Praha - Sadská - Poděbrady - Hradec Králové, okrajem katastru vede dálnice D11.
- Železnice – Železniční trať ani stanice na území obce nejsou.
- Na Labi se nachází zdymadlo, které je součástí labské vodní cesty.[15]

Veřejná doprava 2025
- Autobusová doprava – Obcí projíždí linka 443 Čelákovice,Toušeňská - Přerov nad Labem, U Skanzenu - Semice, Střed - Hradištko - Sadská - Písty, Temac - Nymburk, hl. nádr., dále linka 698 Semice, střed - (Hradištko) - Hradištko, Kersko, U Pramene - Velenka - Chrást - Poříčany, žel. st. a na zastávce Hradištko, Kersko, hlavní silnice staví též linka 398 v trase Praha, Černý Most - Nádraží Horní Počernice - Nehvizdy - Mochov - Starý Vestec - Hradištko, Kersko, hl. sil. - Sadská - Kostelní Lhota - Poděbrady, žel. st.

## Fotogalerie

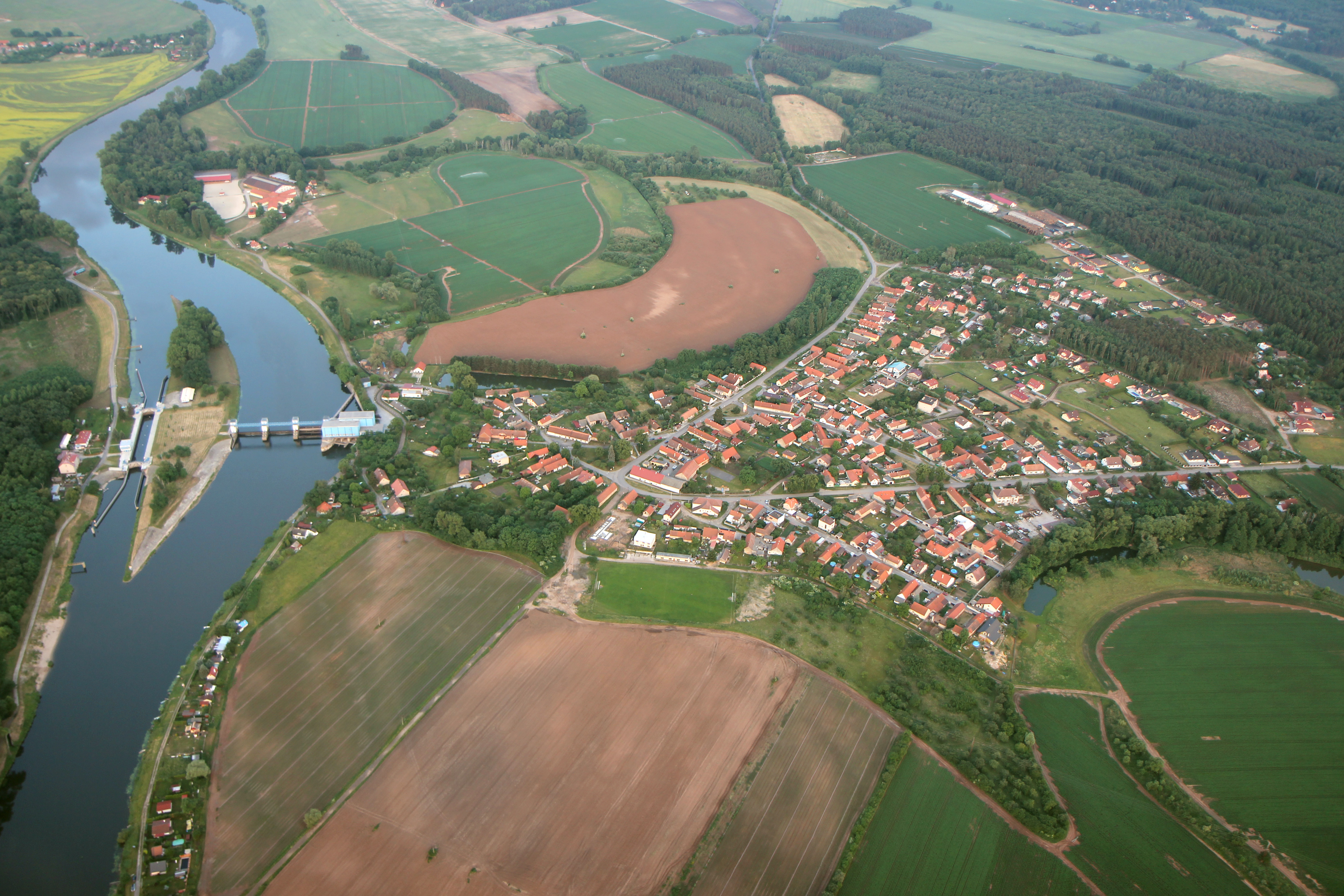
letecký snímek
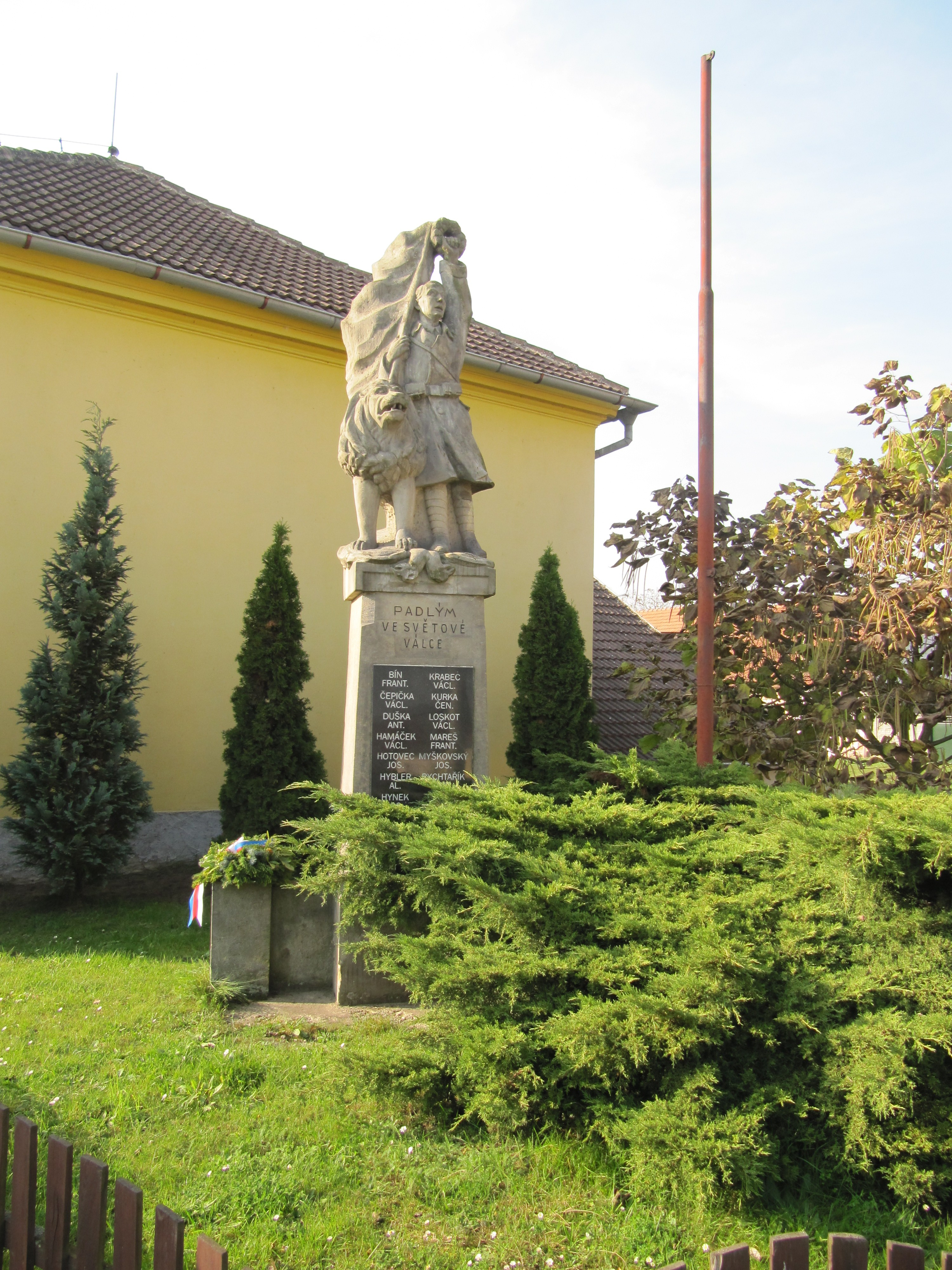
Pomník obětem 1. světové války
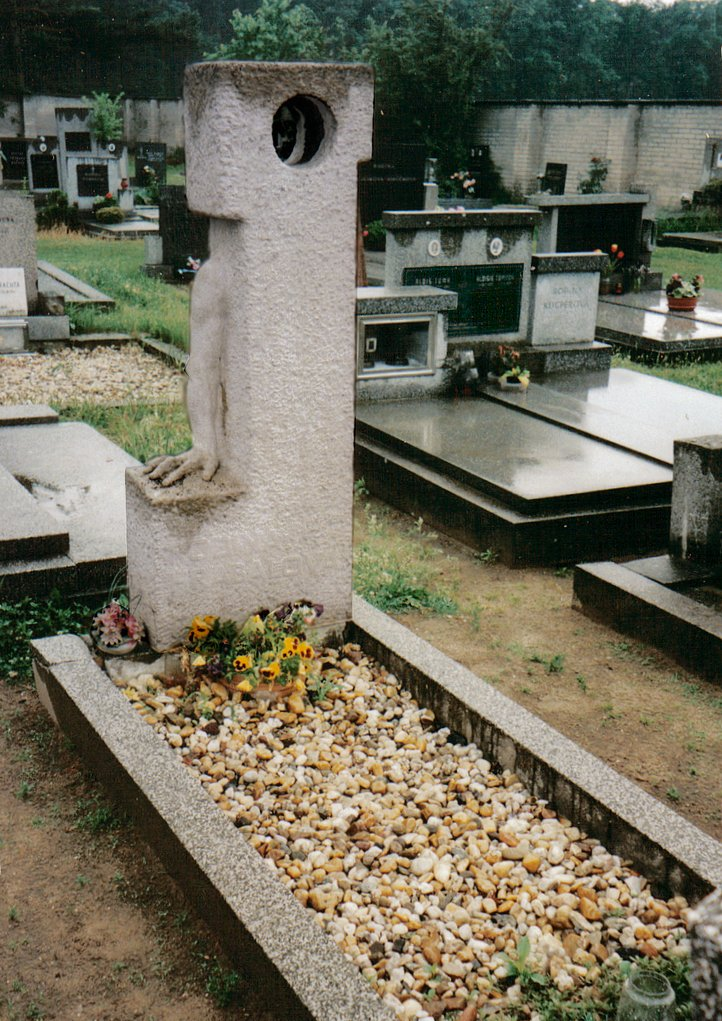
Hrob spisovatele Bohumila Hrabala